# Carter (Montana)
Carter – jednostka osadnicza w Stanach Zjednoczonych, w stanie Montana, w hrabstwie Chouteau.